# Ifrane

Ifrane (in berbero: Ifran, ⵉⴼⵔⴰⵏ, che significa Caverne; in arabo إفران‎?) è una città del Marocco, nella provincia omonima, nella regione di Fès-Meknès. È soprannominata la "Piccola Svizzera" ed è considerata la città più pulita del mondo secondo MBC New.
È un centro turistico invernale, per la presenza di piste da sci.

## Geografia fisica

### Territorio
Ifrane si trova sui monti del Medio Atlante ad oltre 1.700 metri di altitudine.

### Clima
Ifrane gode di un clima continentale molto umido (Dsb) con precipitazioni annue di 1.118,4 mm e una temperatura media annua di 11,4 °C.
Il versante settentrionale del Medio Atlante è la regione più umida del Marocco dopo la catena montuosa del Rif. Le precipitazioni si verificano principalmente in inverno. Il Medio Atlante è quindi interessato dalle perturbazioni provenienti dall'Atlantico.
A 1.665 m sul livello del mare, l'estate è breve ma piacevolmente calda, secca e soleggiata. La temperatura massima media varia dai 22 °C di giugno a oltre 28 °C di luglio e agosto, prima di scendere rapidamente sotto i 25 °C a settembre.
In inverno, la città nevica abbondantemente. Ifrane detiene ufficialmente il record per la temperatura più fredda registrata nel continente africano, con una temperatura di -23,9 °C l'11 febbraio 1935.

## Storia
Inizialmente, la città di Ifrane era costituita da abitazioni rupestri scavate nel calcare delle valli circostanti. Queste grotte si trovano ora sotto alcune delle case e vengono utilizzate come recinti per gli animali e magazzini. I terreni agricoli della zona erano di proprietà privata, mentre i pascoli erano sotto il controllo di gruppi tribali, prima di essere sottoposti al colonialismo francese tra il 1913 e il 1917. Secondo fonti storiche, la resistenza contro i francesi continuò sulle montagne circostanti fino al 1922.
La moderna città di Ifrane fu fondata dall'amministrazione francese nel 1929 su terreni confiscati agli abitanti. Lo scopo era quello di creare una stazione di soggiorno collinare, un luogo fresco dove le famiglie coloniali potessero trascorrere le vacanze estive. Per questo motivo, la città fu progettata secondo il modello urbano della "città giardino" prevalente all'epoca. Il piano prevedeva la costruzione di chalet estivi in stile alpino, circondati da giardini e viali alberati. Dopo l'indipendenza del Marocco, la città fu ampliata e dotata dei servizi necessari e di unità abitative popolari per far fronte all'aumento demografico derivante dall'immigrazione dalle aree limitrofe.
Nel 1979, Ifrane divenne la sede della provincia omonima. Furono stabiliti lì diversi servizi e uffici amministrativi, e di conseguenza la città continuò a svilupparsi ed espandersi urbanisticamente come località di villeggiatura sia estiva che invernale e come area naturale che incoraggia le visite. Nel frattempo, i vecchi chalet nel centro della città furono demoliti e sostituiti da complessi residenziali, mentre i resort estivi e le grandi case rimasero sparsi alla periferia della città.
Il 22 luglio 1986, il primo ministro israeliano Shimon Peres visitò il Marocco e incontrò il re Hassan II a Ifrane. Durante il regno di re Hassan II, la città fu spesso scelta come luogo di soggiorno e il re vi ricevette alti funzionari e leader di altri paesi. Il 12 gennaio 2009, re Mohammed VI a Ifrane supervisionò la posa della prima pietra per la costruzione della Mohammed VI International Athletics Academy. Nel febbraio 2009, re Mohammed VI ricevette Tamim bin Hamad Al Thani, principe ereditario del Qatar, a Ifrane, che si trovava in Marocco per una visita privata.

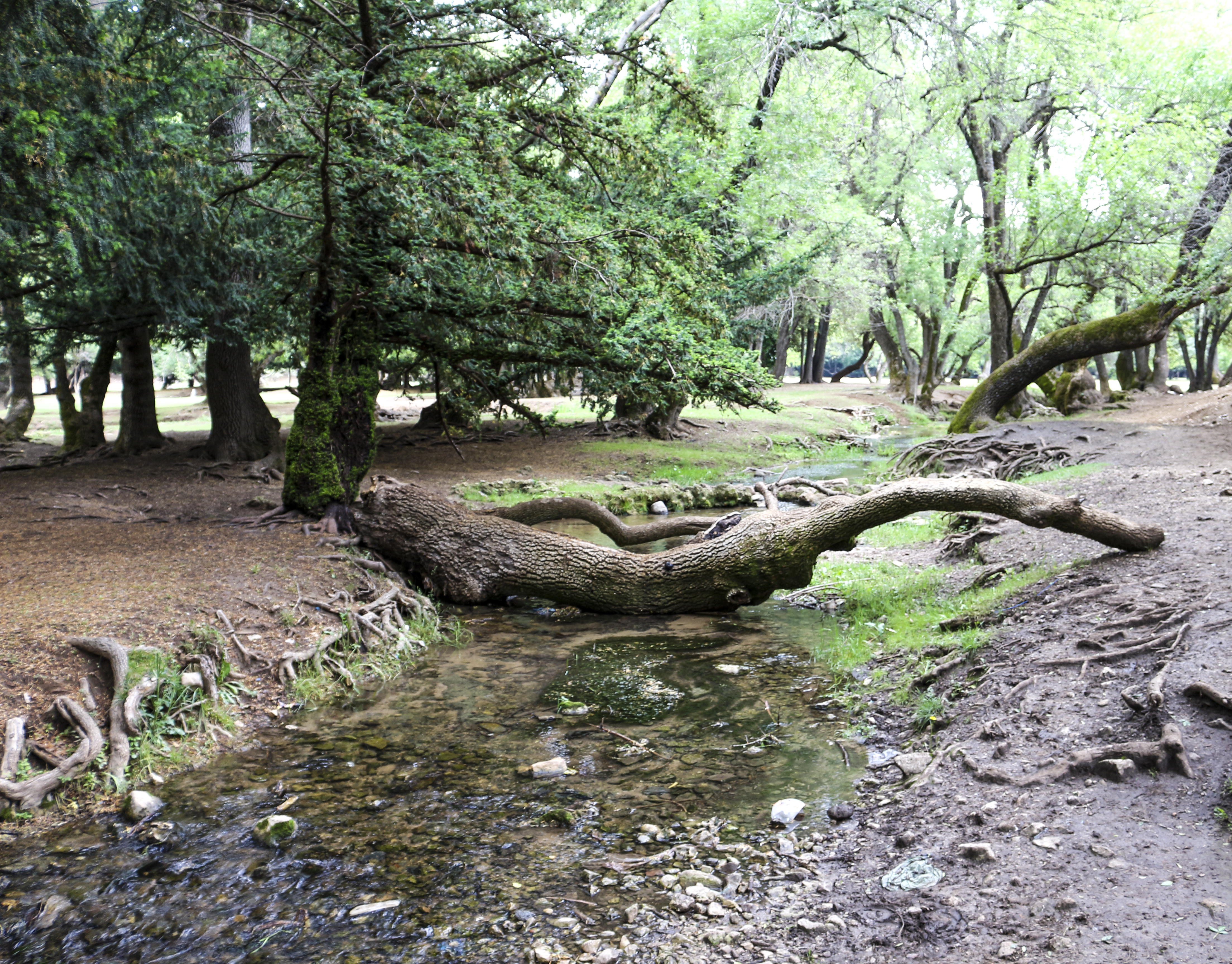
Parco Ain Vittel

## Galleria d'immagini

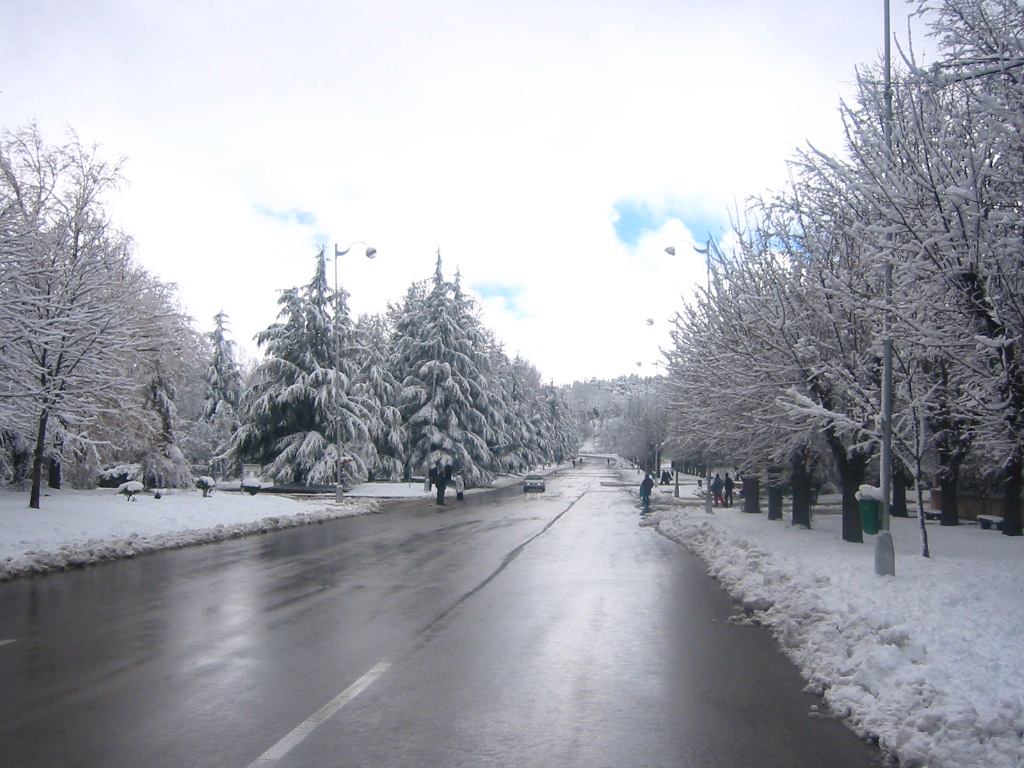
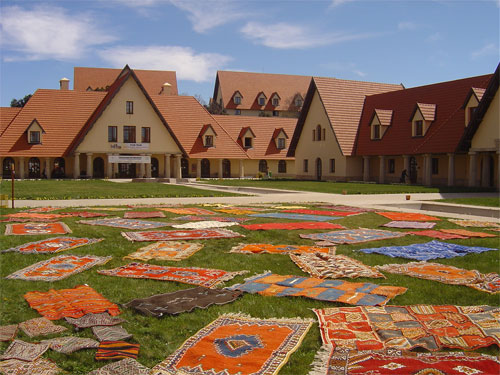
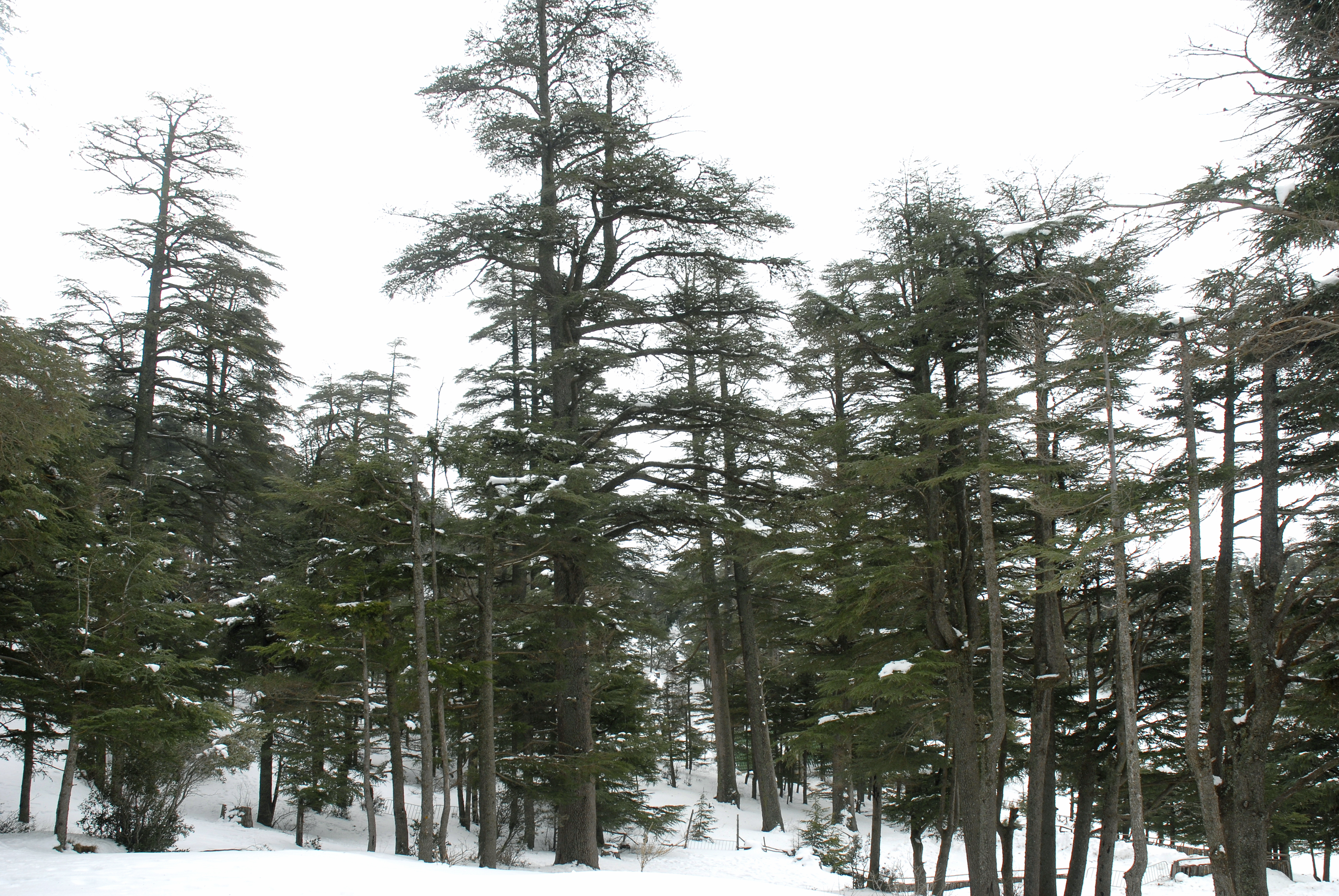
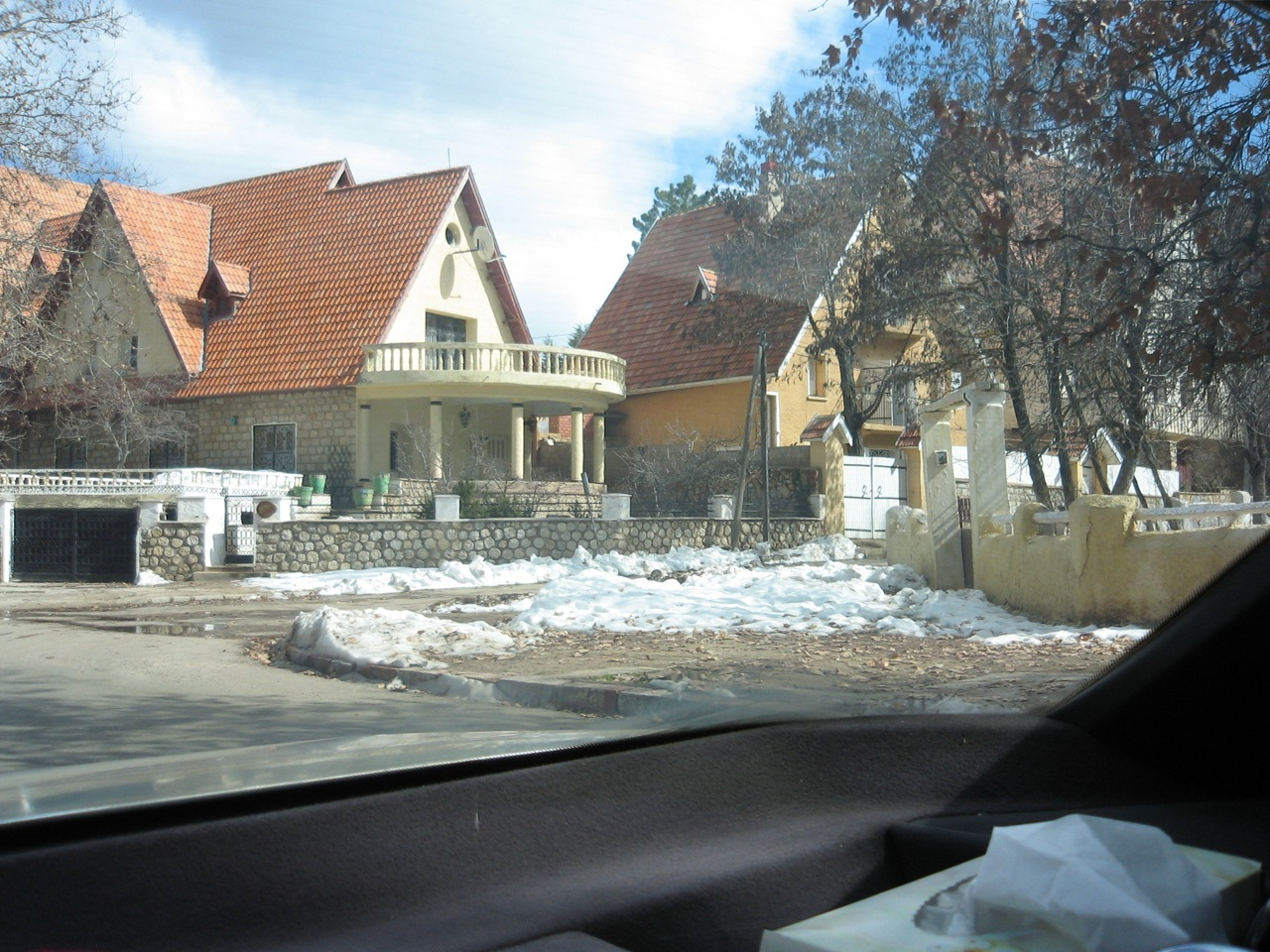
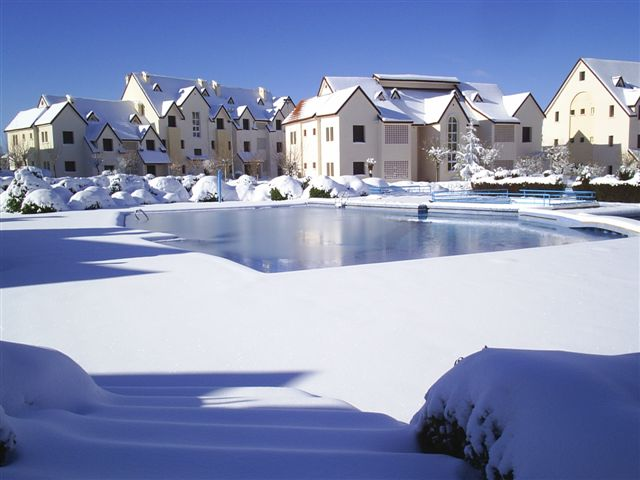
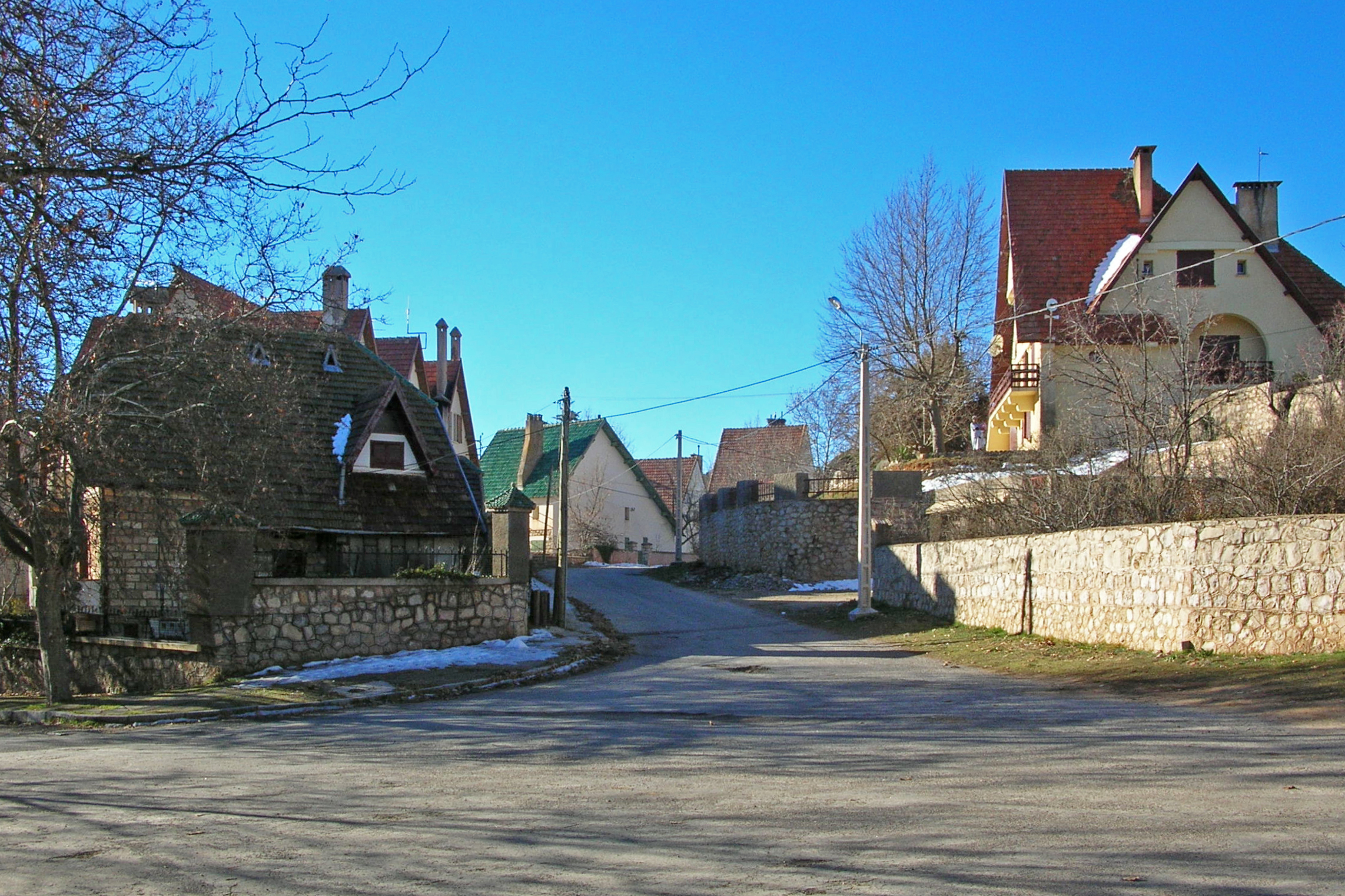
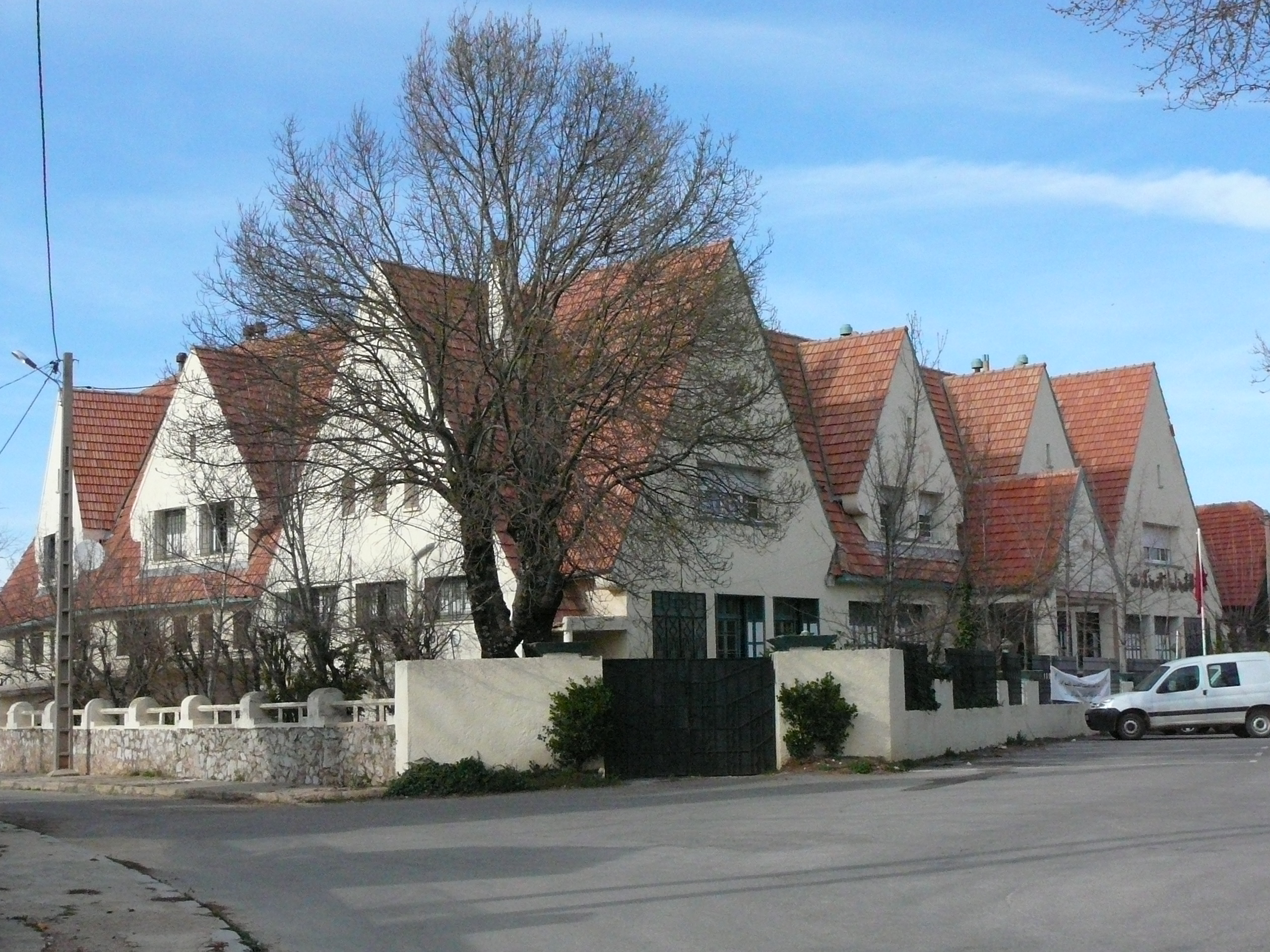
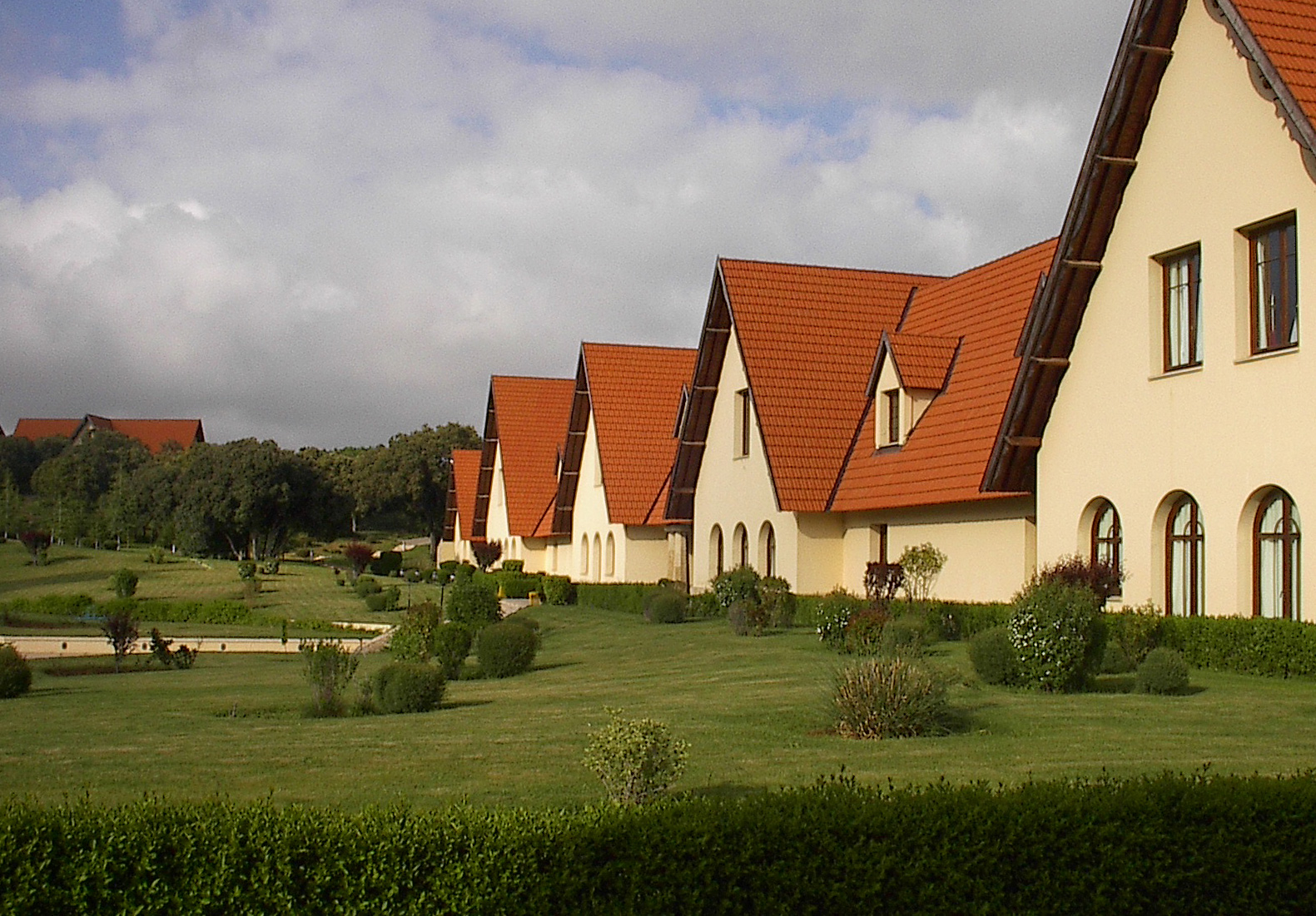